# Шляховий палац (Чугуїв)
Шляхови́й пала́ц — пам'ятка архітектури XIX століття на центральному майдані Чугуєва, колишній шляховий палац імператора Російської імперії. Зведений у 1819—1820 роках. У палаці зупинялися Олександр I, Микола I, Олександр II та члени їхніх родин. Нині є частиною музейного комплексу Художньо-меморіального музею Іллі Рєпіна.

## Історія

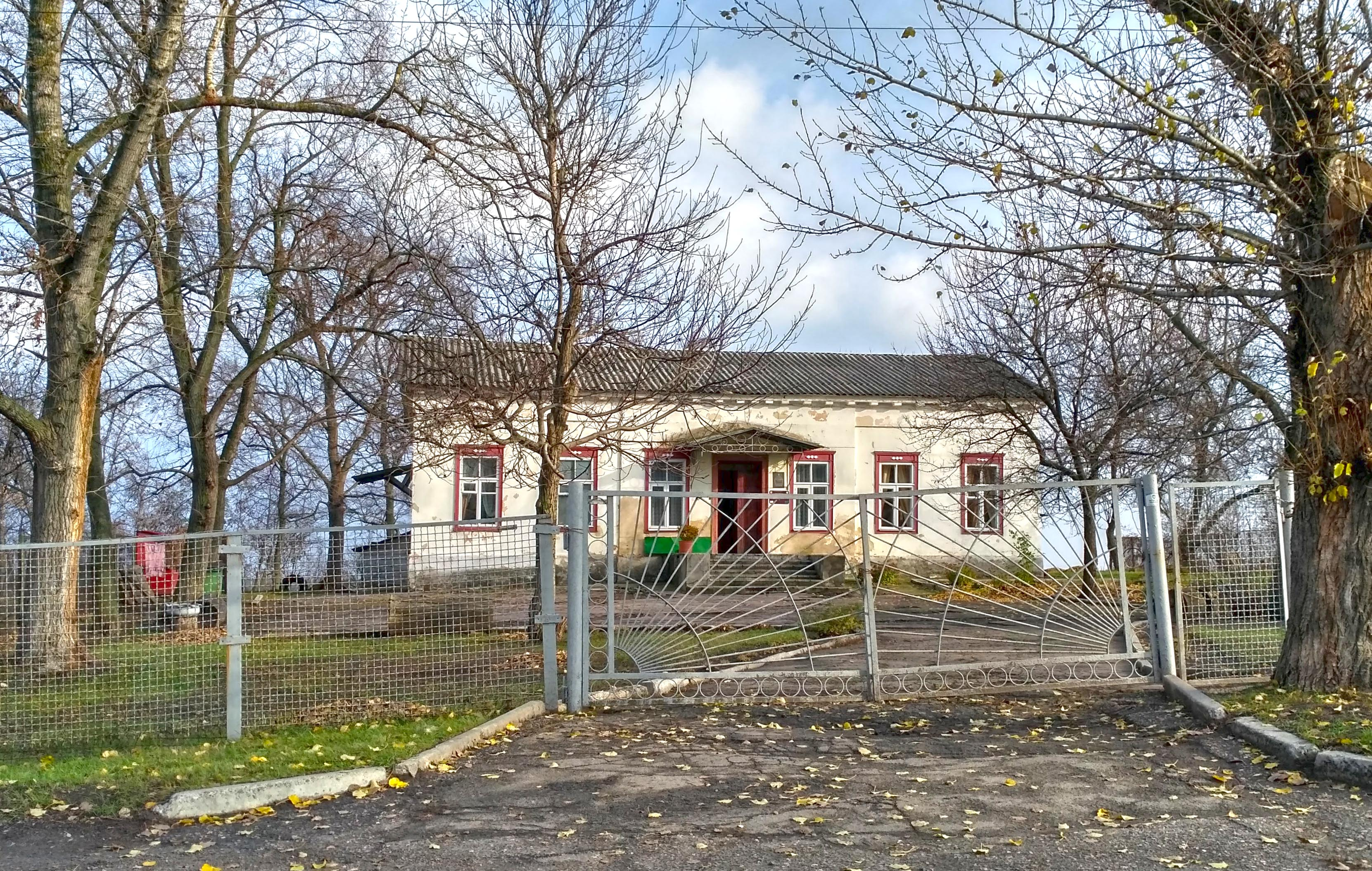
Будівля у 2017 році

Будівництво палацу розпочато у 1819 році. Згідно з особистим розпорядженням головного начальника військових поселень Олексія Аракчеєва наказано: «щоб будувати в Чугуєві два будинки, названі тепер один палацом, а інший — будинком для головного над військовими поселеннями начальника, надалі за будь-яких обставин названі будинками для начальників на час їх приїзду». Історик літератури Олександр Нікітенко у своїх спогадах писав, що у квітні 1821 року в Чугуєві все «було перевернуте догори дном. Усюди метушня, спорудження нових будівель. Повністю готовим стояв лише один невеликий дерев'яний палац на випадок приїзду Державця… Палац розташований на мальовничій височині, з іншого боку якої прилягало поселення. Вона терасами спускалася до світлого і тихого Дінця, а на них закладався парк, що обіцяв бути розкішним, судячи з масштабних робіт, які здійснювались під наглядом досвідченого інженера та садівника». Нікітенко також зазначає, що під час відсутності імператора у зведеному палаці проживав генерал-майор Дмитро Юзефович.
Цар Олександр I зупинявся у палаці з 29 по 31 липня 1820 року. Згідно з архівними документами, цар Микола I був присутній на оглядах у Чугуєві у 1832, 1835, 1842 роках, а у 1845, 1850 та 1852 роках разом із ним приїздили його сини — Олександр, Микола і Михайло. У 1837 році цесаревич Олександр разом з учителями відвідав Чугуїв під час освітньої подорожі й зупинявся в палаці. Восени 1852 року у палаці відбулося приймання офіцерів Кінбурнського драгунського полку князем Миколою Миколайовичем з нагоди прийняття ним шефства над полком. У 1859 році в палаці відбулася зустріч імператора Олександра II з імамом Шамілем, який перебував у статусі почесного бранця царя.
У XIX столітті будівля була частиною ансамблю забудови східної частини центральної площі міста. У період Другої світової війни, після окупації міста німецькою армією, всі дерев'яні споруди ансамблю площі розібрані для опалення, збереглося лише приміщення палацу. Від палацу до річки Сіверський Донець спускалися тераси парку, який також вирубано для потреб німецької армії. У цей період у Шляховому палаці розташовувались апартаменти високопоставленого німецького офіцера.
У післявоєнний період будівлю використовували як готель для вищого військового командування СРСР.
Нині палац є частиною музейного комплексу Художньо-меморіального музею Іллі Рєпіна та в літній період використовується як виставковий зал музею. 28 листопада 2013 року палацу надано статус пам'ятки архітектури та історії місцевого значення (охоронний № 8841-Ха).

## Опис

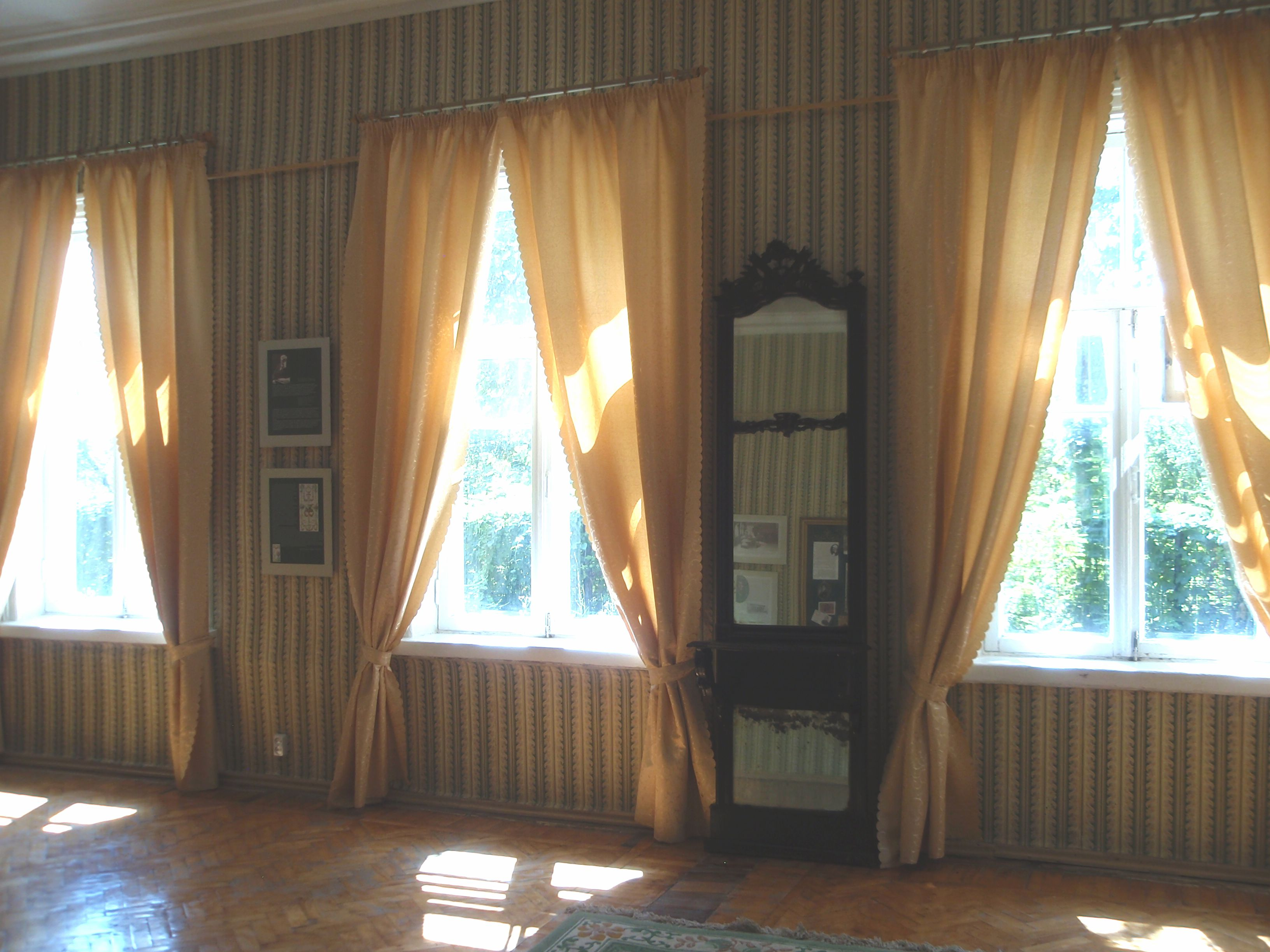
Інтер'єр

Палац являє собою одноповерхову дерев'яну будівлю, зрубану з міцних колод і обшиту тесем. Первісно будівлю пофарбовано у сірий колір. У планувальній структурі простежуються риси ізби з тричастинною системою, при цьому споруда мала розширений набір приміщень: санітарний блок, кімнату камердинера та залу для приймання гостей. Розміри кімнат були кратні клітям. Палац мав шість анфіладно розташованих кімнат. Головний вхід розміщувався у західній частині будівлі, на протилежному боці парку, а для зручності імператора з його кабінету передбачений особистий вихід на тераси. З північного боку будівлі розташований підвал, де знаходилися комора та піч, яка за потреби обігрівала приміщення. Опалення було необхідним, оскільки імператор перебував у місті в літній та осінній періоди.

## Послання
- Шляховий палац. Сайт Художньо-меморіального музею І. Ю. Рєпіна